# Neoconocephalus exiliscanorus
Neoconocephalus exiliscanorus är en insektsart som först beskrevs av Davis, W.T. 1887.  Neoconocephalus exiliscanorus ingår i släktet Neoconocephalus och familjen vårtbitare. Inga underarter finns listade i Catalogue of Life.